# Штурман (авіація)

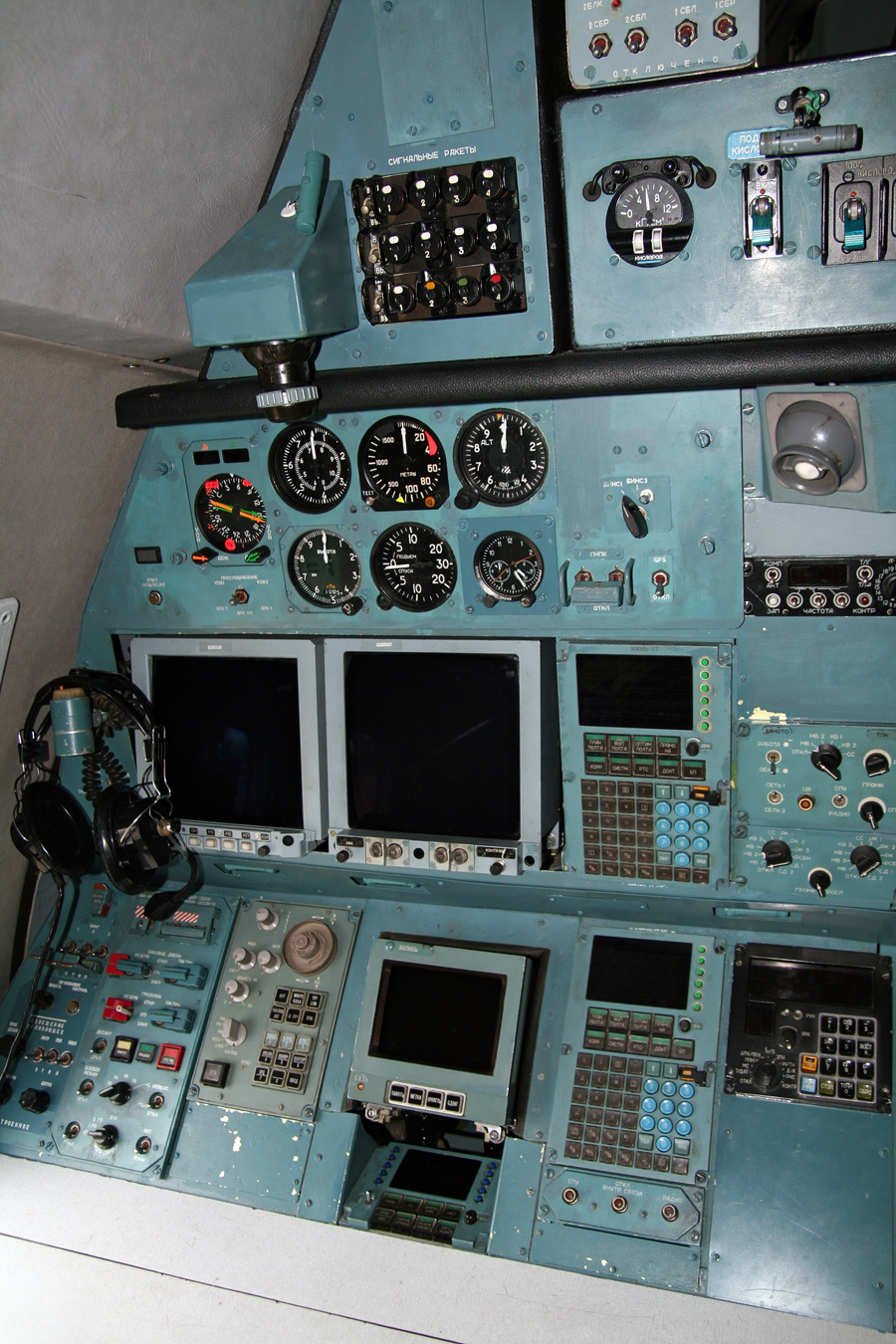
Робоче місце штурмана в літаку Ан-70

 Шту́рман  (нід. stuurman, від stuur — кермо і man — людина) — фахівець із водіння надводних кораблів, літаків або підводних човнів, батискафів та деяких інших транспортних засобів.

## Обов'язки авіаційного штурмана
Шту́рман в авіації — посада льотного складу. 

### Штурман повинен знати
- - Повітряний кодекс України;
- - накази, постанови, керівництва, інструкції, керівні документи Міністерства Укравіатрансу, авіапідприємства, які регламентують штурманське забезпечення польотів;
- - теорію та техніку літаководіння;
- - організацію управління рухом повітряного судна;
- - планування та забезпечення польотів;
- - особливості використання радіотехнічних засобів за повітряними трасами та районами польотів;
- - авіаційну техніку та наземні засоби забезпечення польоту;
- - методики навчання льотного складу літаководінню;
- - організацію планування та штурманського забезпечення польоту;
- - рівень штурманської підготовки складу, що навчається;
- - маршрути (райони) польотів;
- - ступінь оснащення навігаційними пристроями;
- - передовий вітчизняний та світовий досвід в галузі штурманської підготовки льотного складу;
- - перспективи розвитку штурманського забезпечення польотів;
- - положення про льотну службу;
- - Правила визначення робочого часу та часу відпочинку екіпажів повітряного судна цивільної авіації України;
- - основи трудового законодавства;
- - норми і правила охорони праці, виробничої санітарії, протипожежного захисту  [1].

### Обов'язки штурмана в авіації
Штурман зазвичай виконує наступні обов'язки
- прокладає курс,
- обчислює заплановане переміщення і зазначає пересування ЛА на цифровій чи топографічній карті повітряного судна,
- стежить за справною роботою навігаційних приладів та робить необхідні виміри за їх допомогою
- розраховує час польоту в залежності від сили та напряму вітру на ешелоні, необхідну кількість палива на політ, мінімальну безпечну висоту польоту по окремих ділянках маршруту.

## У військовій авіації

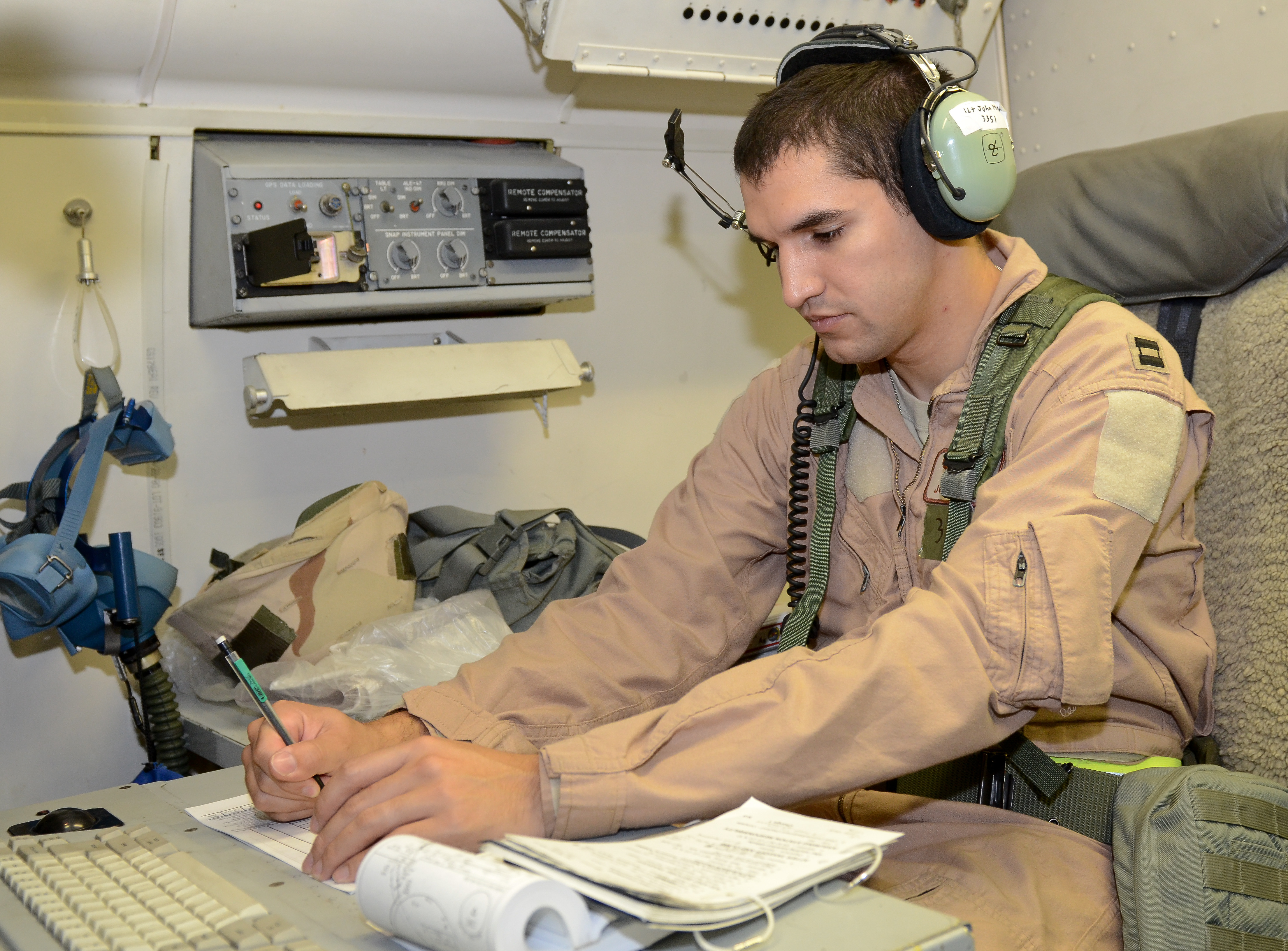
Американський військовий штурман за роботою

У військовій авіації штурман, крім навігації, може вести аерофотозйомку, за допомогою пілотажно-навігаційного комплексу (ПНК) контролювати проходження літаком завчасно запланованих пунктів маршруту та цілей, виконувати прицілювання і скидання бомб, наведення і пуски ракет, а у військово-транспортної авіації — десантування особового складу, військової техніки та вантажів. 

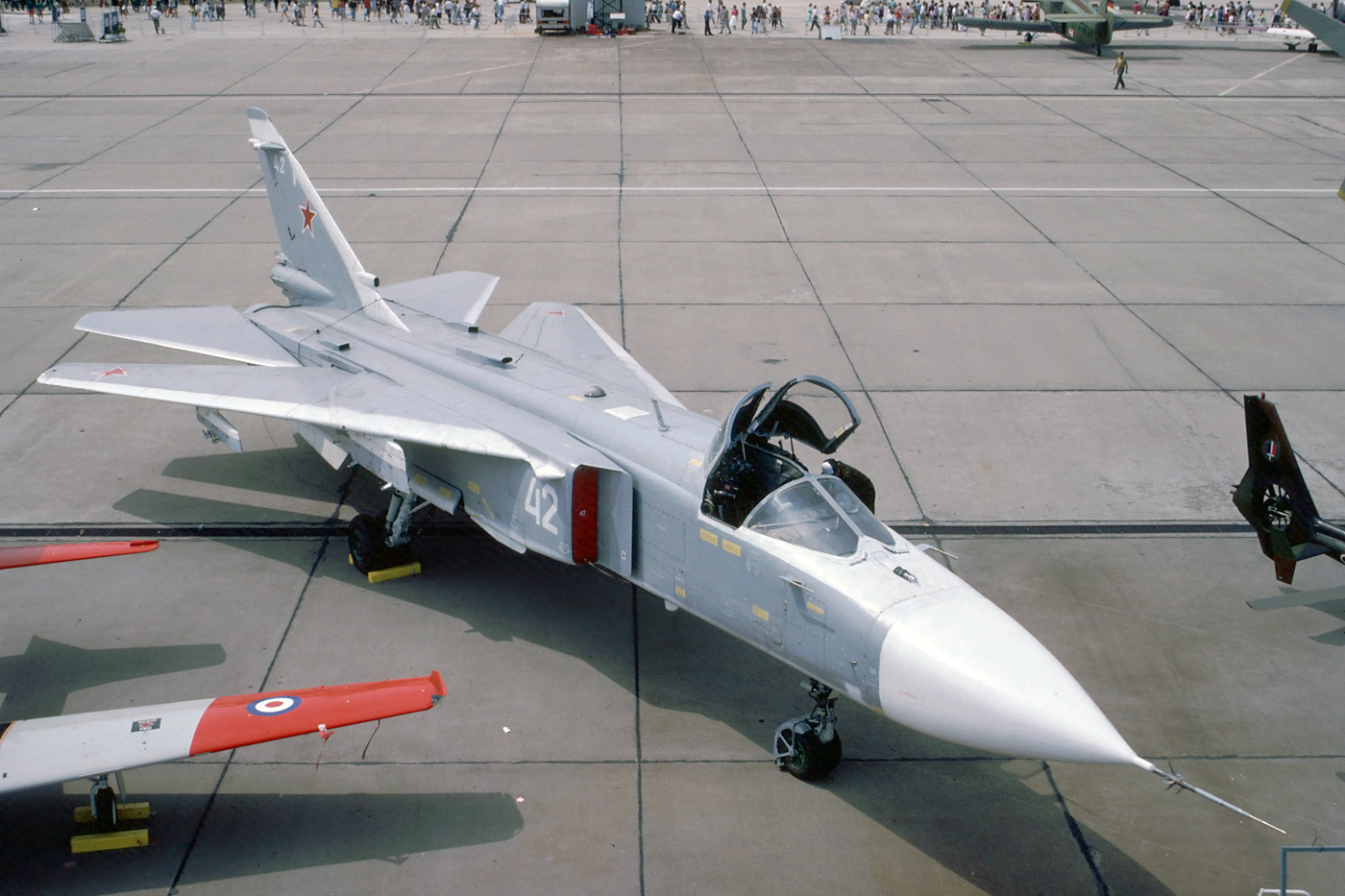
Права кабіна — робоче місце штурмана на Су-24М

На деяких типах літальних апаратів штурман має можливість в повному обсязі керувати літаком для дублювання командира екіпажу - льотчика.
Також у військовій авіації штурман може мати більш вузьку спеціалізацію - штурман-оператор, і в цьому випадку його обов'язки можуть бути абсолютно не пов'язані з навігацією.
28 лютого щорічно в Україні відмічають День штурманської служби авіації Збройних сил України.

## Підготовка штурмана

### Загальна штурманська підготовка льотного складу включає вивчення
- теоретичних питань навігації та бойового (спеціального) застосування ПС, що експлуатуються, їх обладнання і систем авіаційного озброєння з урахуванням бойового (спеціального) призначення ПС;
- систем і засобів навігації та бойового (спеціального) застосування, АЗУ і засобів об’єктивного контролю (далі - ОК), а також методики їх використання в різних умовах навігаційної і тактичної обстановки;
- службових документів з організації, підготовки та виконання польотів і забезпечення їх безпеки;
- району польотів;
- даних роботи і зон дій (робочих областей) засобів зв’язку та РТЗ польотів;
- нормативно-правових актів України з використання повітряного простору (далі - ВПП), стандартів та рекомендованої практики ІКАО, інструкцій з виконання польотів (використання повітряного простору)  у районах аеродромів (вертодромів, постійних ЗПМ), з виконання десантування на майданчики приземлення, з експлуатації та ВПП полігонів;
- документів аеронавігаційної інформації (далі - АНІ);
- авіаційних карт;
- об’єктів АСУ, інформаційно-телекомунікаційних систем (далі - ІТС), за допомогою яких вирішуються завдання в інтересах штурманської підготовки до польотів та штурманського забезпечення польотів (бойових дій);
- порядку експлуатації СНС.

### Робота з картами
- Під час загальної штурманської підготовки штурмани вивчають особливості авіаційних карт, що використовуються, здійснюють їх підбір, склеювання на район польотів (бойових дій),  їх загальну підготовку.
- Кількість авіаційних карт, їх категорії за призначенням та за формою надання картографічної інформації для екіпажу визначає старший штурман авіаційної частини залежно від поставленого завдання на політ.

### Обсяг знань в межах загальної штурманської підготовки
Штурман має знати
- порядок перевірки та допуску до польотів льотного складу; обов’язки посадових осіб з організації, проведення і забезпечення польотів;
- тактико-технічні дані, принцип дії бортових і наземних засобів (систем) навігації, бойового (спеціального) застосування та ОК польоту в обсязі, необхідному для їх підготовки і грамотного використання в польоті;
- правила підготовки та використання ПрНК (ПНО), озброєння ПС на землі та в польоті; обсяг, порядок і строки перевірки (юстирування) ПрНК (ПНО), порядок складання графіків (таблиць) поправок до показань приладів;
- теорію навігації та бойового (спеціального) застосування, порядок вибору та прокладання маршруту польоту, виконання навігаційного розрахунку та інженерно-штурманського розрахунку (далі - ІШР) польоту;
- класифікацію, призначення, масштаби, види проєкцій і особливості використання авіаційних карт, зміст і порядок їх загальної підготовки; кліматичні, метеорологічні та орнітологічні особливості району базування і місцеві ознаки зміни погоди; магнітне схилення і магнітні аномалії;
- загальний фізико-географічний характер району польотів (бойових дій); основні лінійні і площинні орієнтири, їх характерні особливості, можливість використання для ведення візуального й радіолокаційного орієнтування, корекції ПрНК в різних умовах; рельєф місцевості та її основні висоти, місцезнаходження основних штучних перешкод та їх висоту;
- порядок управління повітряним рухом (обслуговування повітряного руху) (далі - УПР (ОПР)); порядок подання заявок на польоти і сповіщення про них;
- структуру повітряного простору України, правила і порядок його використання; розташування державного кордону (лінії зіткнення військ), прикордонної смуги, маршрутів ОПР, небезпечних, заборонених зон та зон обмежень польотів;
- основні і запасні аеродроми (вертодроми, постійні ЗПМ), їх місце розташування, розміри і напрямки злітно-посадкових смуг, засоби зв’язку та РТЗ польотів; місце розташування полігонів, майданчиків приземлення, зон повітряних стрільб, їх обладнання, особливості виконання польотів;
- місце розташування радіонавігаційних систем, їх тип і дані роботи, позивні, робочі ділянки за висотами польотів, порядок запиту роботи засобів РТЗ польотів на землі і з борту ПС; методику застосування засобів РТЗ польотів для вирішення завдань навігації та бойового (спеціального) застосування;
- способи шикування і витримування заданих бойових (польотних) порядків, виходу на вихідний пункт маршруту;
- порядок виконання польоту за маршрутом, контролю та виправлення лінії шляху, виходу на ціль, маневрування, виходу на аеродром посадки, розпуску бойових (польотних) порядків і заходу на посадку;
- порядок роботи на полігонах, майданчиках приземлення, організацію керівництва польотами на них;
- види бойового (спеціального) застосування ПС, способи і порядок їх виконання; методику і способи вирішення завдань навігації та бойового застосування (дій за призначенням); варіанти бойової зарядки ПС та порядок її розвантаження;
- методику визначення раціональних і безпечних умов виконання завдань навігації та бойового (спеціального) застосування;
- порядок організації (керівництва) і виконання польотів, забезпечення їх безпеки;
- заходи щодо штурманського забезпечення БзП;
- причини та ознаки відмов авіаційної техніки на землі і в польоті, можливості відновлення її працездатності в польоті або виконання завдання з використанням дублювальних (резервних) засобів;
- заходи щодо попередження втрати орієнтування, порушення державного кордону, входу в заборонені зони, застосування АЗУ поза межами полігона, десантування поза межами заданих майданчиків приземлення; дії екіпажу під час відновлення орієнтування та в інших особливих випадках польоту;
- дії екіпажу в разі отримання сигналів “Стріла”, “Режим” і “Килим”;
- можливості наявних в авіаційній частині об’єктів АСУ та ІТС, порядок підготовки і введення даних, алгоритми та методику вирішення завдань штурманської служби СДА;
- класифікацію та зміст документів АНІ, їх використання під час підготовки до польоту і в польоті;
- методику роботи із засобами ОК, дешифрування та оцінювання точності виконання завдань навігації та бойового (спеціального) застосування;
- методику підготовки та проведення розбору польотів.

### Штурман повинен вміти
- самостійно підготуватися до польоту та мати необхідні теоретичні знання і практичні навички:
  - у підготовці польотної документації;
  - у роботі з обладнанням ПС;
  - у використанні засобів РТЗ польотів;
  - у виконанні штурманських розрахунків.

## Штурманська служба державної авіації
Штурманська служба державної авіації - штурманські служби ОУА ЦОВВ, ОУА ЗСУ (Повітряних Сил, Сухопутних військ, Військово-Морських Сил), органів управління суб’єктів державної авіації, структурних підрозділів суб’єктів державної авіації .

### Керівництво штурманською службою здійснюють
- у Збройних Силах України:
  - у Повітряних Силах - головний штурман - начальник штурманського управління авіації Командування Повітряних Сил (далі - головний штурман Повітряних Сил ЗСУ);
  - в авіації Сухопутних військ - начальник штурманської служби - головний штурман служби армійської авіації Командування Сухопутних військ ЗСУ;
  - в авіації Військово-Морських Сил - головний штурман морської авіації;
  - у Спеціалізованому центрі бойової підготовки авіаційних фахівців Збройних Сил України (далі - СЦБП АФ) - начальник штурманської служби;
  - у Державному науково-випробувальному центрі Збройних Сил України (далі - ДНВЦ) - головний штурман-випробувач;
  - у вищому навчальному закладі (далі - ВНЗ) - начальник штурманської служби - старший інспектор-штурман;
- в авіації Міністерства внутрішніх справ України (далі - МВС) - начальник штурманської служби - головний штурман відділу професійної та спеціальної підготовки управління авіації Головного управління Національної гвардії України;
- у Державній службі України з надзвичайних ситуацій (далі - ДСНС) - головний штурман авіації;
- у Державній прикордонній службі України (далі - ДПС) - головний штурман авіації;
- у з’єднанні - головний штурман;
- в авіаційній частині - старший штурман (штурман);
- в авіаційній ескадрильї (групі) - старший штурман (штурман) авіаційної ескадрильї (групи), а там, де ця посада не передбачена, - заступник командира авіаційної ескадрильї - штурман;
- в авіаційній ланці (загоні) - штурман (льотчик-штурман) ланки (загону), а там, де ця посада не передбачена, - командир авіаційної ланки (загону).